# Axl Cendres
Pour les articles homonymes, voir Cendres.
Axl Cendres, pseudonyme, née en octobre 1981 et morte le 1er octobre 2019, est une auteure française spécialisée dans la littérature dite « young adult », c'est-à-dire celle destinée à un lectorat d'adolescents et de jeunes adultes.

## Biographie

### Présentation
Axl Cendres est un « pseudonyme. « Axl », c’est Axl Rose,
le chanteur de Guns N'Roses, dont elle était fan à l’adolescence ; Cendres, ce sont les cendres du rite
catholique ».
Elle a suivi des études scientifiques de biochimie.
Elle a publié une dizaine de romans jeunesse, à destination des adolescents ou « young adult »,. Toutes ses œuvres sont publiées par les Éditions Sarbacane.

### Débuts de romancière jeunesse
Son premier manuscrit est refusé, elle en envoie un deuxième, qui, après différents remaniements avec l'aide de son éditeur, deviendra son premier roman ado Aimez-moi maintenant, publié en 2008. Pour l'avis critique de La Revue des livres pour enfants : « Un premier roman très original. [...] Une belle écriture incisive, voire documentaire, sous laquelle frémit une infinie tendresse pour tous ces pauvres humains bousculés par la vie ».
En 2009 paraît Mes idées folles autour du travail d'un jeune psychiatre.
Les maux du cœur, publié en 2011, est, pour La Revue des livres pour enfants « sur le motif très banal du premier chagrin d'amour, un récit sensible et plein d'humour ».
Le court roman jeunesse Le secret d'Esteban, en 2012, évoque la tauromachie.
En 2012 également paraît La drôle de vie de Bibow Bradley, qui se déroule  dans les années 1960 et évoque la guerre du Vietnam. Pour l'avis critique de Télérama : « Axl Cendres a l'art du grotesque, une verve comique tonitruante et un sens du trait particulièrement affûté ». Le roman est récompensé la même année par la  « Pépite du roman adolescent européen » au Salon du livre et de la presse jeunesse de Montreuil. Le roman sera alors vendu à 8 000 exemplaires.

### À partir de 2015
Son roman Dysfonctionnelle paraît  en 2015. Il « invite le lecteur dans la vie de Fifi, une jeune fille dont le père enchaînait les allers-retours en prison et la mère ceux en asile ». Selon La Revue des livres pour enfants : « Si Axl Cendres parle ici bien mieux que beaucoup de l'addiction à l'alcool, de la difficulté de quitter son milieu, de ces grandes fratries où on s'aime mais pas tous, elle nous livre surtout un extraordinaire roman d'amour ». Pour l'avis critique de Télérama : « Axl Cendres  écrit au plus près d’elle-même, avec autant de brutalité que de tendresse. Le roman vaut d’abord par son sens du récit et du portrait vivement troussés, son art du zigzag narratif, son humour noir dévastateur ». Le roman « a été un vrai succès, tant public que critique. Vendu à près de 10 000 exemplaires,
cédé en poche (il paraîtra chez J’ai Lu à la rentrée 2020). [...]. Ce succès a été difficile à assumer pour Axl Cendres ». L'ouvrage reçoit le Prix A-Fictionados 2016.
Son dernier roman jeunesse Cœur Battant, une « comédie suicidaire », est publié en 2018. Selon Le Monde, le roman « racontait le road trip touchant et déjanté de cinq « suicidants », internés dans un institut psychiatrique après une tentative de suicide et qui décidaient de s’enfuir pour se jeter ensemble d’une falaise. Des récits où l’autrice évoquait habilement les préoccupations adolescentes, comme le rapport au corps ou la rupture de dialogue avec les adultes ». Pour l'avis critique de Télérama : « La comédie est grinçante, les personnages bouleversants, mais le texte, d’une singulière virtuosité, est irrésistiblement drôle et les dialogues étourdissants. Au bout du compte, ce Cœur battant est un sacré pied de nez à la mort, un hymne à l’amour complètement barré et une réflexion pointue sur la beauté déchirante de la vie ». Le roman est récompensé par le Prix Ados en colère du Salon du livre d'expression populaire et de critique sociale d'Arras en 2020.
Axl Cendres meurt le « 1er octobre 2019, à quelques jours de son 38e anniversaire », à la suite d'un arrêt cardiaque.
La même année, avec l’accord de la famille, est créé en son hommage le Prix Cendres,.

## Publications

### Romans jeunesse / ado
- Aimez-moi maintenant[4], collection « eXprim' », Sarbacane, 2008
- Mes idées folles[5], collection « eXprim' », Sarbacane, 2009
- Échecs et But !, collection « eXprim' », Sarbacane, 2010
- Les Maux du cœur[6], collection « Mini-roman », Sarbacane, 2011
- Le Secret d'Estéban[7], collection « Mini-roman », Sarbacane, 2012
- La drôle de vie de Bibow Bradley[9],[8], collection « eXprim' », Sarbacane, 2012
- Confessions d'un apprenti gangster, collection « Mini-roman », Sarbacane, 2013
- Dysfonctionnelle[11],[12], collection « eXprim' », Sarbacane, 2015
- Cœur battant[14],[15], collection « eXprim' », Sarbacane, 2018

### Nouvelles
- Hangover, revue En attendant l'or, mars 2007
- La Frite et l'Abricot plein, Standard Magazine, juillet 2009
- Chérie se met au vert, Standard Magazine, juillet 2010
- La Farce, revue Borborygmes, juin 2011
- Trouille bleue sur tapie rouge, Standard Magazine, avril 2012
- La Petite Brune aux cheveux blonds, La Marseillaise, novembre 2013
- Chez Adri, chapitre « bonus » d’après Dysfonctionnelle, recueil  eXprim' 10 ans d'émotions fortes, septembre 2016
- Snow White And The Dwarfs, livre/CD « Des livres et nous des chansons », Les Ducs, 2016
- In Gode We Trust, collectif « 16 nuances de première fois », Éditions Eyrolles, 2017

### Poèmes
- Le Lait à l'amante, revue Les Refusés, mars 2008
- Mes démons, revue Les Refusés, mars 2008
- Le Voyage, revue Les Refusés, septembre 2009
- Le Secret, revue Borborygmes, décembre 2009

## Prix et distinctions
- 2012 : « Pépite du roman adolescent européen »[10] au Salon du livre et de la presse jeunesse de Montreuil  pour La drôle de vie de Bibow Bradley
- 2016 : Prix A-Fictionados pour Dysfonctionnelle[13]
- 2020 : Prix Ados en colère[16] du Salon du livre d'expression populaire et de critique sociale d'Arras pour Cœur Battant

## Hommage: Le Prix Cendres
En 2019, avec l’accord de la famille, est créé en son hommage le Prix Cendres qui « récompense chaque année un auteur de premier roman de littérature jeunesse à destination d’un public de grands adolescents. Sa vocation est d’encourager la création et la poursuite d’un parcours artistique dans le milieu de l’édition jeunesse », selon le site Ricochet. Le Prix Cendres est composé d’un jury d’auteurs et autrices de « littérature jeunesse confirmés, qui ont tous connus Axl Cendres » : Séverine Vidal, Cathy Ytak, Cécile Roumiguière, Gilles Abier et Antoine Dole.

## Adaptation
- La drôle de vie de Bibow Bradley, adapté en BD par Nicolai Pinheiro, Éditions Sarbacane, septembre 2016